# Cheiramiona ruwenzoricola
Cheiramiona ruwenzoricola là một loài nhện trong họ Miturgidae.
Loài này thuộc chi Cheiramiona. Cheiramiona ruwenzoricola được Embrik Strand miêu tả năm 1916.